# Pharga fasciculella
Pharga fasciculella är en fjärilsart som beskrevs av Walker 1863. Pharga fasciculella ingår i släktet Pharga och familjen nattflyn. Inga underarter finns listade i Catalogue of Life.